# Féminologie
 (décembre 2018).
La féminologie est un néologisme utilisé en France par E. Char (1982) et Antoinette Fouque (2004) (« J'appelle féminologie ce champ épistémologique nouvellement ouvert aux côtés des sciences de l'Homme, promesse d'enrichissement réciproque ») pour décrire les études portant sur la condition féminine et la place des femmes dans les sociétés. Elle est parfois définie comme « la science des femmes », par exemple par C. Bard en 2003, dans le cadre de ce qu'on appellera ensuite fréquemment « la recherche sur le genre », au sein des sciences humaines.

## Histoire du concept
Des sociologues russes de la période gorbatchevienne tels que Zaharova, Posadskaja & Rimasevskaja de l'Institut d'études socioéconomiques de la population (Institut de l'Académie des sciences de Moscou) parlaient déjà en 1989 (dans un article d'une revue du PCUS) de « "féminologie sociale" en tant que discipline scientifique, au contenu propre qui étudie la condition féminine, et de "féminologie appliquée" qui s'interroge sur la "dimension du féminin" constamment présente dans les autres sciences sociales : économie, démographie, éthique, psychologie, etc. ». Cet article soutient une position originale pour cette époque en Russie, qui selon « repose sur le constat fondamental que dans les recherches, aussi bien que dans les politiques sociales, on a toujours traité de la question des femmes sans se préoccuper de celle des hommes, alors que la condition des unes est intrinsèquement liée à celle des autres » et il a « été un élément stratégique pour la création d'un centre de recherches sur les femmes dans leur institut ».
A Fouque a notamment promu en France ce concept en 2005, lors d'un séminaire qu'elle a initié, intitulé « Histoire du MLF et introduction aux Sciences des femmes ou Féminologie » à l'Université Paris VIII. Certains auteurs tels que le sociologue français Xavier Dunezat & la sociologue canadienne Elsa Galerand (de l’Université du Québec à Montréal et dek' Institut de recherches et d’études féministes (IREF) le jugent inscrit dans une « philosophie de la différence ».